# Kármán Irén
Kármán Irén (Tiszaföldvár, 1967. január 12. –) dokumentumfilm-rendező, újságíró, író, jogász, blogger. Televíziós szerkesztő-riporter, majd műsorvezető. Nevéhez fűződik a 85 évre titkosított olajakták nyilvánosságra hozatalának követelése.

## Életpályája
Édesanyja népművelő pedagógus, korán elhunyt édesapja gépésztechnikus volt. 1985-ben érettségizett, és még abban az évben – egy hosszabb párizsi kirándulást követően – Budapestre került. Első gyermeke születéséig gyámügyi előadóként dolgozott. A rendszerváltás évében kezdett újságírással foglalkozni. 1999-ben fejezte be a jogi egyetemet.
A kilencvenes évek elejétől a Zuglói Televízió munkatársa volt, szerkesztő-riporter, majd műsorvezető lett. Több televíziós produkciónak is dolgozott, többek között a Magyar Televízió „Háló” című műsorának, ahol dokumentumfilmeket készítettek. Első önálló dokumentumfilmjét szervátültetett sportolókról forgatta Ausztráliában. 1999-ben férjével céget alapítottak (DordonyFilm), és még abban az évben bemutatták első kisfilmjüket a Magyar Filmszemlén (Érzelgős utazás). Jellemzően szociografikus dokumentumfilmeket készít.
Első dokumentumfilmes sikerét 2001-ben érte el: Rozi című filmjéért a 33. Magyar Filmszemle zsűrije emberi ábrázolásért különdíjban részesítette. Filmjeit televíziós csatornákon vetítették és rangos filmfesztiválokon mutatták be.
2007-ben a hazai és a külföldi sajtó megtelt a róla szóló hírekkel: olajügyekben nyomozott, forgatott filmet és írt könyvet, majd 2007. június 22-én éjszaka ismeretlen tettesek összeverték. Életveszélyes sérülésekkel került kórházba; a fél évig tartó rendőrségi nyomozás során csupán annyi derült ki, hogy a dokumentumfilmes nem saját magát verte össze és kötözte meg. Az ügynek nagy visszhangja volt, az összes parlamenti párt úgy gondolta, meg kell szólalnia a rendszerváltást követő egyik legnagyobb bűncselekmény-sorozattal kapcsolatban. (Az olajügyek a legszerényebb számítások szerint is 1500 milliárd forint kárt okoztak az országnak.) Kármán Irén még a kórházi ágyán feküdt, amikor a parlamentben egymásnak ugrottak a pártok. Gyurcsány Ferenc miniszterelnök arról beszélt: a dokumentumfilmes azt kérte blogbejegyzésében, hogy a Fidesz és az MDF ne emeljen szót érdekében, mert épp az ő kormányzásuk idején ütközött a legnagyobb ellenállásba az olajügyek felderítése. Az egyik szabad demokrata politikus szerint „politikai bizniszt” csináltak az ügyből a „farizeusok”. Hangsúlyozták: a politikai nyilatkozatok csak nehezítik a dokumentumfilmes ügyének kivizsgálását. Viszont abban egyetértettek a pártok vezetői: közös érdek a parlamenti vizsgálóbizottság felállítása és a titkosság feloldása. Egyik sem valósult meg.
Kármán Irén nyugtázta a pártok buzgalmát, majd a kórházból kikerülve a Társaság a Szabadságjogokért (TASZ) szervezet segítségével pert indított a megveretése következményeként nyilvánosságra hozott (alig száz oldalnyi) olajakták valódi nyilvánosságáért. Bizonyos iratok ugyanis kisatírozva, a lényeges információkat eltakarva kerültek a közvélemény elé, illetve több tízezer oldal továbbra is feloldásra vár. A pert a közérdekű adatok nyilvánosságra hozataláért indították, de a bíróság nem minősítette közérdekűnek az olajügyekben folytatott nyomozás adatait.
A 2021-es magyarországi ellenzéki előválasztáson elindult a Momentum színeiben Szolnokon, a Jász-Nagykun-Szolnok megyei 1. sz. országgyűlési egyéni választókerületben a képviselői mandátumért, de 18%-kal vereséget szenvedett a DK jelöltjével szemben, aki 64%-ot kapott.

## Családja
Három gyermek édesanyja. Volt férje Faragó József, újságíró, akitől 2019-ben elvált.

## Filmjei
- 1992. Portré Fejtő Ferencről – Portrait from Ferenc Fejtő – dokumentumfilm
- 1996. Nagymama ebédje – Grandmother’s lunch – dokumentumfilm
- 1997. Szervátültetés – Transplants – dokumentumfilm
- 1999. Érzelgős utazás – Sentimental Journey – kísérleti kisfilm
- 2001. Rozi – Rozi – dokumentumfilm
- 2002. Magyar trapperek – Hungarian Trappers – dokumentumfilm, 35 perc
- 2003. A madarak délre szállnak – The birds fly away – 3 kisdokumentumfilm (Klapálom a lelkedet, Iszán és Aisha, Dólah dortai, avagy az ember, aki szereti a dalt)
- 2004. Szép, sima kő – Fine, smooth flagstone – dokumentumfilm
- 2004. Diogenidész – Diogenides – dokumentumfilm
- 2005. Kisember – The Master Tailor – dokumentumfilm
- 2006. Tito partizánjai – Tito's partisans – dokumentumfilm
- 2007. Olajozott viszonyok – Corrupt relationships – dokumentumkrimi
- 2008. Elkülönítve – Separeted – dokumentumfilm

## Könyvei
- 2006. Szemben a maffiával. "Papa" nyomoz. Olajos ügyek, korrupt zsaruk, az olajezredesektől a politikai alkuig; London Hill Kft., Bp.,
- 2007. Kármán-ügy – Titkok és gyanúk
- 2011. Szex és Pest
- 2012. Ruttner csavar – Sztárok ügyvédje
- 2012. Szemben a maffiával – Papa nyomoz – digitális kiadás, epub, mobi formátumban
- 2012. A Kármán-ügy – Titkok és gyanúk – digitális kiadás, epub, mobi formátumban
- 2012. Szex és Pest – digitális kiadás, epub, mobi formátumban
- 2012. Sztárok ügyvédje – Ruttner csavar – digitális kiadás, epub, mobi formátumban

## Blogjai
- Magyar maffia

## Díjai
- 2001. Rozi – dokumentumfilm, 33. Magyar Filmszemle – emberi ábrázolásért különdíj
- 2005. Diogenidész – dokumentumfilm, 2. Film.Dok Román-Magyar Dokumentumfilm Fesztivál – különdíj
- 2008. Olajozott viszonyok – dokumentumfilm, 5. Film.Dok Román-Magyar Dokumentumfilm Fesztivál – oknyomozó kategória díj